# Alte Harburger Elbbrücke

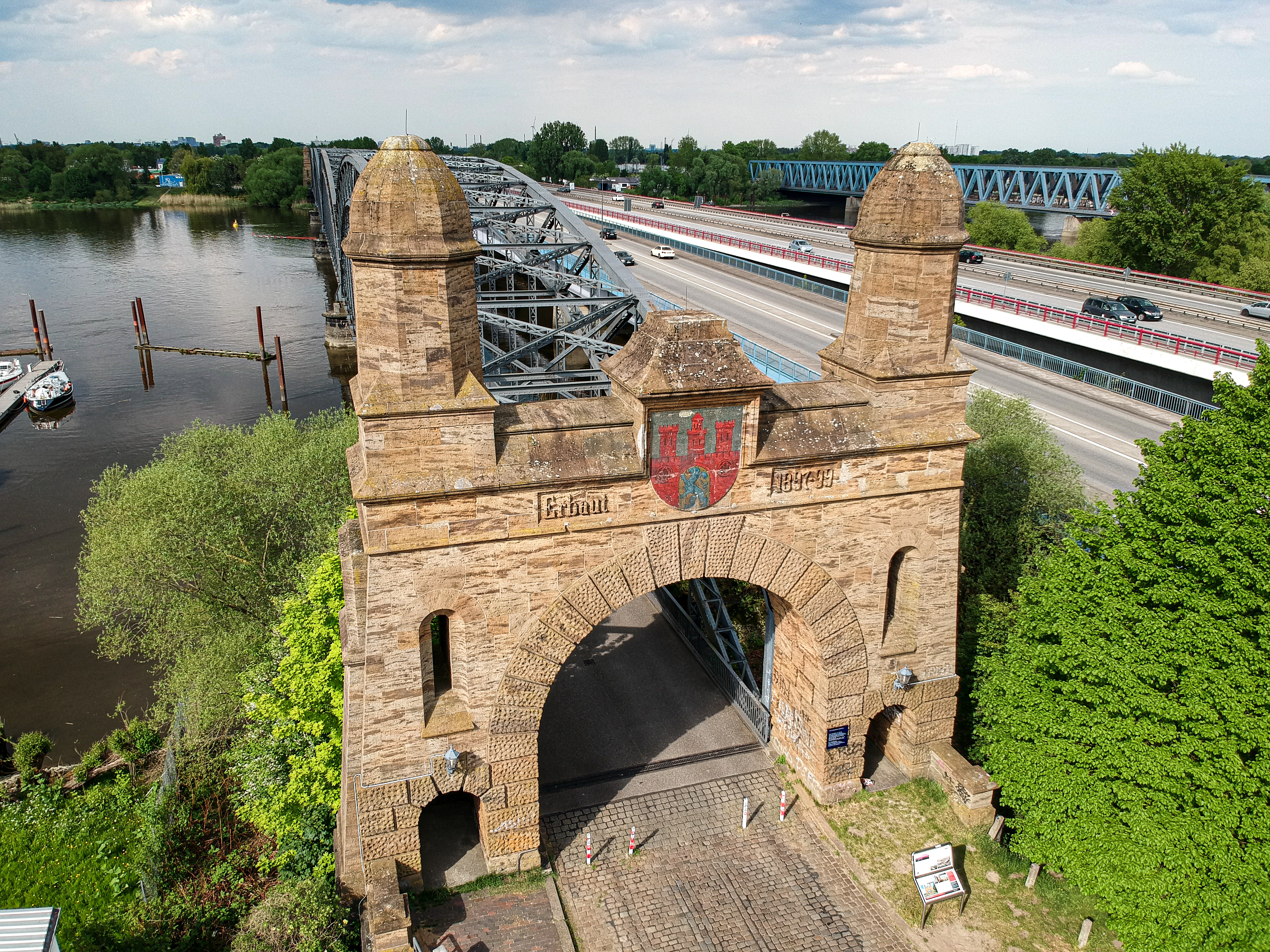
Harburger Portal

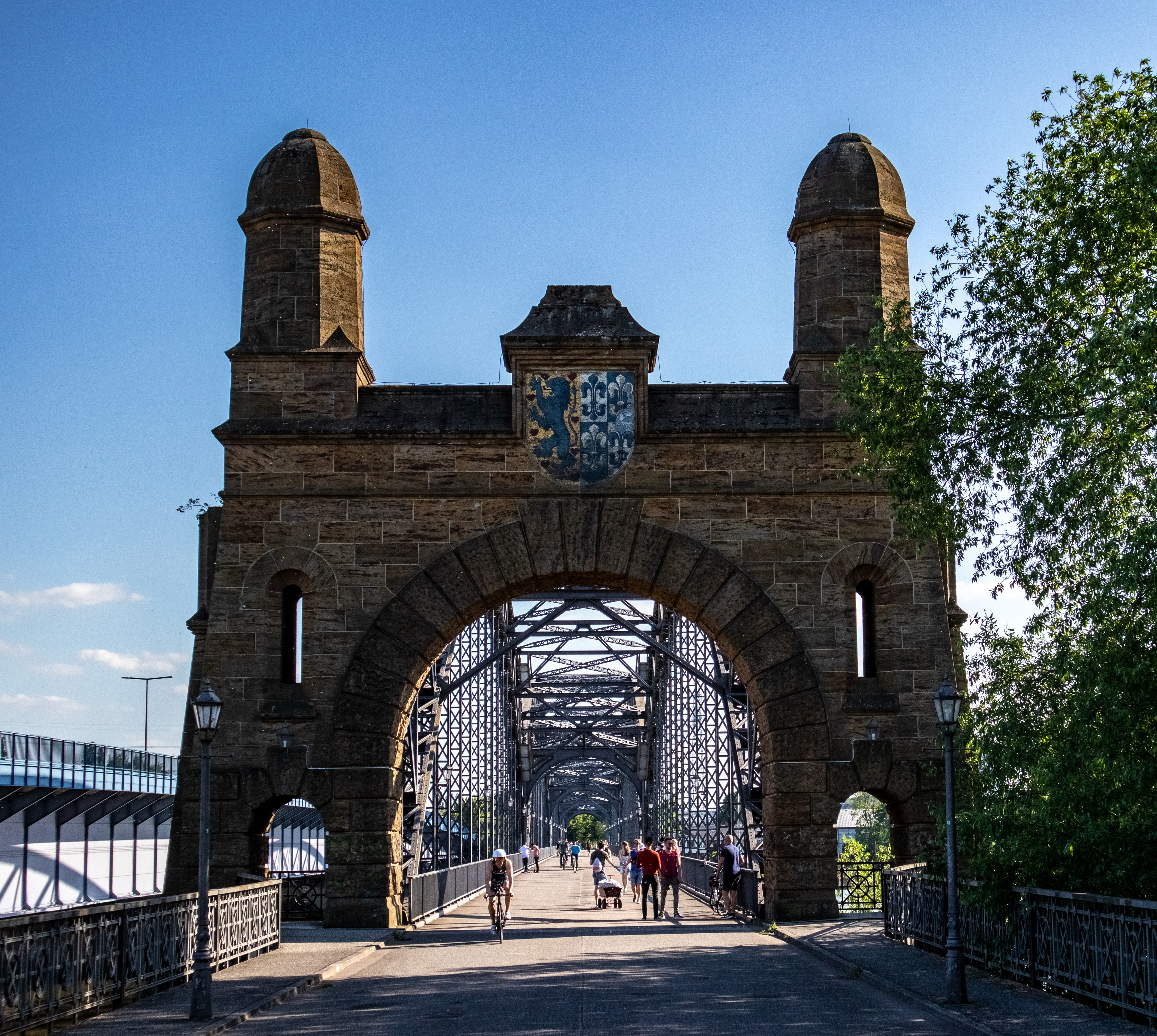
Wilhelmsburger Portal

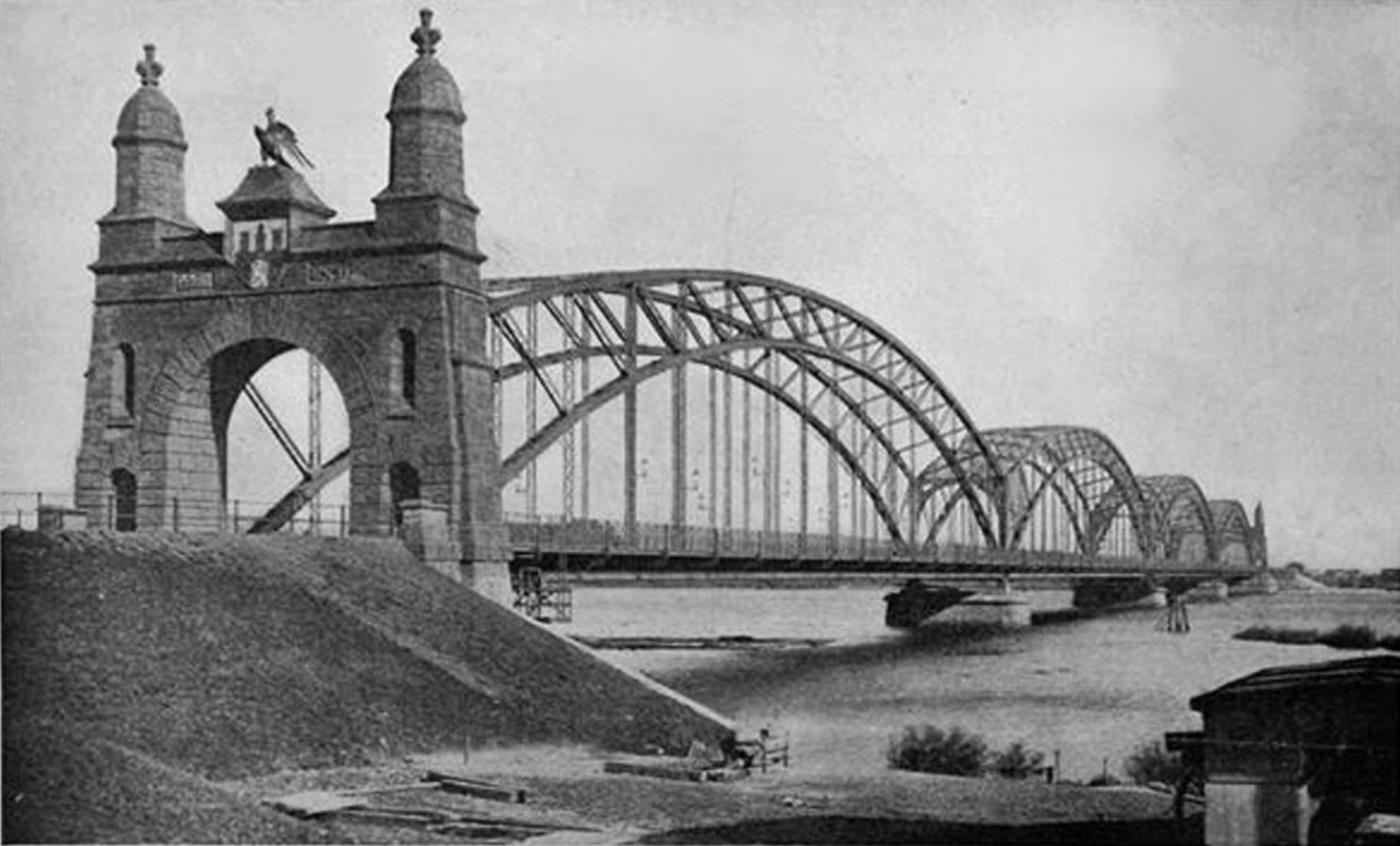
Harburger Elbrücke um 1907

Die Alte Harburger Elbbrücke ist eine Stahlbogenbrücke, die die Hamburger Stadtteile Harburg und Wilhelmsburg über die Süderelbe verbindet.
Grundlage für den Bau war ein Vertrag zwischen der preußischen Provinz Hannover und Hamburg. Die MAN Gustavsburg baute die Brücke ab April 1897, die Bauleitung lag bei Strombaudirektor Georg Narten.
Der Entwurf der aus Portasandstein errichteten Portale stammte von dem hannoverschen Architekten Hubert Stier, der unter anderem das Rathaus (Palacio Municipal) von La Plata (Argentinien) und die Bahnhofsgebäude in Bremen, Hannover und Harburg entworfen hatte. Sie sollten mit den Wilhelmsburger und Harburger Wappen an Stadttore erinnern und waren früher mit dem Reichsadler verziert.
Die Brücke wurde am 30. September 1899 eröffnet. Sie verband die damals beide noch preußischen Städte Harburg und Wilhelmsburg miteinander und wurde ursprünglich für Fußgänger und Kutschen erbaut. Die 474 m lange Stahlbogenbrücke war die erste Straßenbrücke über die Süderelbe und diente bis Anfang der 1970er Jahre auch der Straßenbahn zwischen Hamburg und Harburg. Heute wird sie nur noch von Fußgängern und Radfahrern genutzt, der Autoverkehr verkehrt heute über die parallel verlaufenden Brücke des 17. Juni (bis 1964 Neue Harburger Elbbrücke) und Europabrücke.
Ursprünglich waren die Wege für Fußgänger und Radfahrer außen an der Brücke entlanggeführt, im Zuge einer grundlegenden Sanierung zwischen 1980 und 1995 wurden sie aber demontiert. Den ehemaligen Verlauf der Straßenbahnschienen konnte man noch an der Pflasterung am Südportal erkennen, bis diese im Jahr 2025 erneuert wurde, wobei auch die Schienen verschwanden.